# Dicymbe froesii
Dicymbe froesii är en ärtväxtart som beskrevs av Adolpho Ducke. Dicymbe froesii ingår i släktet Dicymbe och familjen ärtväxter. Inga underarter finns listade i Catalogue of Life.